# Going ~JAM Project Best Collection VIII~
Going ~JAM Project Best Collection VIII~ é a oitava coletânea "Best Collection" do JAM Project. Como de praxe, contém músicas que o grupo fez para animes, tokusatsu e jogos eletrônicos. Foi lançada em 11 de maio de 2011 pela Lantis e possui 14 faixas.

## Produção
Assim como na coletânea anterior, Seventh Explosion, foi tomada a decisão de incluir músicas originais. Neste caso, as faixas "Ryuusei Lovers", "Blue Rise" e "GOING".
O JAM Project foi convidado pela GoodSmile Company para fazer a música comemorativa dos 10 anos de aniversário da empresa, que também está neste álbum.

## Recepção
O álbum chegou à 9ª posição na Billboard Japan e ficou quatro semanas no Oricon Albums Chart, chegando à 12ª posição.

## Faixas
| N.º            | Título                                         | Letras                         | Música                                                 | Usada em                                            | Duração |  |
| 1.             | "MAXON"                                        | Hironobu Kageyama              | H. Kageyama, IKUO, Yoshichika Kuriyama e Shiho Terada  | Super Robot Wars Original Generation: The Inspector | 4:08    |  |
| 2.             | "TRANSFORMERS EVO."                            | H. Kageyama                    | H. Kageyama e Daisuke Kikuta                           | Transformers Animated                               | 4:37    |  |
| 3.             | "Ryuusei Lovers"                               | H. Kageyama                    | Y. Kuriyama e S. Terada                                |                                                     | 4:27    |  |
| 4.             | "Vanguard"                                     | H. Kageyama                    | H. Kageyama e Hijiri Anze                              | Cardfight!! Vanguard                                | 3:55    |  |
| 5.             | "Bakuchin Kanryou! Rescue Fire"                | H. Kageyama                    | H. Kageyama e Masaki Suzuki                            | Tomica Hero Rescue Fire                             | 4:03    |  |
| 6.             | "Dangai no Tsurugi"                            | H. Kageyama                    | H. Kageyama e Kenichi Sudo                             | Choujuushin Gravion                                 | 4:28    |  |
| 7.             | "Bouken-Oh ~Across the legendary kingdom~"     | H. Kageyama e Yoshiki Fukuyama | H. Kageyama e H. Anze                                  | Ragnarök Online                                     | 5:01    |  |
| 8.             | "Go! Stand up!"                                | Hiroshi Kitadani               | H. Kitadani e Hirofume Miyake                          | Cardfight!! Vanguard                                | 3:37    |  |
| 9.             | "Hikari e no Countdown"                        | H. Kageyama                    | H. Kageyama e M. Suzuki                                | Aniversário de 10 anos da GoodSmile Company         | 5:12    |  |
| 10.            | "Blue rise"                                    | Masami Okui                    | M. Okui, H. Anze e K. Sudo                             |                                                     | 4:59    |  |
| 11.            | "BIG BANG EXPLOSION ~Song for Ragnarok Party~" | H. Kageyama                    | H. Kageyama e R・O・N                                  | Ragnarök Online                                     | 4:42    |  |
| 12.            | "PRAISE BE TO DECEPTICON"                      | H. Kitadani                    | H. Kitadani, Y. Kuriyama, S. Terada e Atsushi Yokozeki | Transformers Animated                               | 5:01    |  |
| 13.            | "LONGING"                                      | M. Okui                        | M. Okui e Junpei Fujita                                | Super Robot Wars Original Generation: The Inspector | 5:13    |  |
| 14.            | "GOING"                                        | H. Kageyama                    | H. Kageyama e R・O・N                                  |                                                     | 4:25    |  |
| Duração total: | Duração total:                                 | Duração total:                 | Duração total:                                         | Duração total:                                      | 63:28   |  |

## Integrantes
- Hironobu Kageyama
- Masaaki Endoh
- Hiroshi Kitadani
- Yoshiki Fukuyama
- Masami Okui
- Ricardo Cruz